# Parlamentul Republicii Italiene
Parlamentul Republici Italiene și Organul constituțional titular al funcției legislative.
Parlamentul are o structura bicamerala perfectă, deoarece este compusă din două camere având funcții identice: camera deputaților și camera senatului republicii. Prima cameră este formată din 630 de deputați iar cea de a două din 315 senatori la care se adaugă senatori de drept pe viață (președinții emeriți ai republicii ) și senatori pe viață. În conformitate cu articolul 59 al constituției ei sunt cetățeni ce au ilustrat patria cu înalte merite în câmpul social, științific, artistic și literar și sunt nominați de către președintele republicii. Nu este o directa corelație între numărul parlamentarilor și populației reprezentată, cum era cu precedenta formulare ale articolelor 56 și 57 din constituție. Se poate totodată afirma că în italia fiecare parlamentar reprezintă circa 60.000 de locuitori. În cazurile făcute de constituție se reunește în sesiune comuna cum avertizează articolul 55 alineatul 2 a cărți fundamentale ipoteză consacrată de acest articol probabil nu este exhaustivă de modificare și aplicare prin analogie. Parlamentul în sesiunea comună pentru jurământul președintelui Giovanni Leone (29.12.1971 ). Această organizație se reunește în birourile camerei deputaților la palatul montecitoriu și e condusă de președintele camerei ce are propriul birou de președinta (art. 63 din const.).În doctrină sunt dezbateri cu privire la posibilitatea că, camerele în sesiune comună să-și poată da autonome standarde regulamentare.Cea mai mare parte a doctrinei este de opinie favorabilă, suportată și de către regulamentul senatului (art.65) care explicit prevede această ipoteză.Parlamentul în sesiunea comună se reunește pentru alegerea președintelui republicii pentru care la parlamentari se alatură și reprezentanți al regiunii (art.135 din const.) ; pentru alegerea unei treimi din membri consiliului superior judiciar, și aici cu majoritatea actuală prevăută de doua treimi pentru primele votări, și succesiv a majorități de trei cincin ale asembleei.(art.104 const.) la fiecare nouă ani pentru a continua completarea listei de 45 de cetățeni dintre care se extrage la sorț cei 16 judecători agregati la scopul de a judeca acuzația împotriva președintelui republici (art 135 const);pentru a participa la jurământul de credință republici și de reprezentarea constituției din partea organismelor similare al parlamentului sunt adeseori prezente și în alte autorități locale, dar în acest caz se folosesc de obicei nume diferite (frecvent consiliu). În statele moderne parlamentul reprezintă componentul principal al puteri legislative, care în unele sisteme coincide cu parlamentul statului central, în timp ce în altele cuprinde și parlamentele statelor federale sau organisme similare a regiunilor sau ale altor entități teritoriale dotate de autonomie legislative.
Rolul parlamentului
Existența parlamentului poate fi considerată directă consecință al principiului de suveranitate populară.în italia acesta este închis în art.1 paragraful al doilea al constituției : " suveranitatea aparține poporului ".Rolul său este eficient descris de către Hegel cu expresia de : arcade între stat și societatea civilă. Parlamentul naște ca organ în care vine exprimat consimțământul sau neconsimțământul activităților fiscale ale suveranului. E semnificant, în privința,că se naște chiar în Anglia centru drepturile germanice,în fapt,e atribuit de oameni liberi scutirea de orice impozit, care, deci, trebuie să fie de aceștia sau de reprezentanții lor autorizați. În timp parlamenturile au extins abilitățile lor și joacă astăzi în funcție de politica directă, legislativ, de coordonare de control și de garanție constituțională. Existența unui parlament vine de obicei asociată democrației, în realitate nu lipsesc regimuri nedemocratice, ce dețin un organ astfel denumit, cu structuri și funcții de obicei nediferite de cele ale parlamentelor democratice. Diferența cea mai mare între aceștia din urma și parlamentele nedemocratice, chiar și când sunt aleși, nu sunt aleși. În termenii unei reale competiții între partide : în unele cazuri doar un partid este autorizat să și depună candidatura, în alte cazuri sunt mai multe partide dar condițiile în care au loc alegerile sunt în așa fel încât să se asigure victoria unui singur partid. În astfel de cazuri parlamentul nu mai este port de intrare a voinței populare doar, pur și simplu, locul unde vin ratificate deciziile luate de cine deține efectiv puterea (organe de partid unice,junta militară etc.) opoziția acestor decizii la votul parlamentelor are singurul scop de a afișa o aparență de democrație sau un manechin al consimțământului popular opțiunilor de sistem.